# Kalanchoe scapigera
Kalanchoe scapigera ist eine Pflanzenart der Gattung Kalanchoe in der Familie der Dickblattgewächse (Crassulaceae).

## Beschreibung

### Vegetative Merkmale
Kalanchoe scapigera ist eine kleine ausdauernde Pflanze, die mit dicken und verholzten Wurzeln wächst. Ihre verholzten, etwas verzweigten, dicken, stielrunden Triebe sind runzelig und 2 bis 3 Zentimeter hoch. Die an den Triebspitzen etwas rosettigen Laubblätter sind sitzend oder fast sitzend. Die verkehrt eiförmige bis fast kreisrunde, sehr dicke, rötliche bis gelb-kupferfarbene Blattspreite ist 2,7 bis 4 Zentimeter lang und 1,2 bis 2 Zentimeter breit. Ihre Spitze ist stumpf bis gerundet, die Basis eingeschnürt bis halb stängelumfassend.

### Generative Merkmale
Der dichte Blütenstand ist ebensträußig und 3,5 bis 5 Zentimeter lang. Der Blütenstandsstiel ist bis zu 35 Zentimeter lang. Die aufrechten, ziemlich fleischigen, tiefgelben Blüten stehen an 2 bis 6 Millimeter langen, steifen Blütenstielen. Ihre Kelchröhre ist etwa 0,4 Millimeter lang. Die lanzettlichen, zugespitzten Kelchzipfel sind 1 bis 1,5 Millimeter lang. Die vierkantige Kronröhre ist an der Basis gerundet und 8 bis 12 Millimeter lang. Ihre eiförmigen Kronzipfel tragen ein aufgesetztes Spitzchen und weisen eine Länge von etwa 3 Millimeter auf und sind 1 Millimeter breit. Die Staubblätter sind oberhalb der Mitte der Kronröhre angeheftet und ragen nicht aus der Blüte heraus. Die eiförmigen Staubbeutel sind etwa 0,6 Millimeter lang. Die linealischen, zugespitzt bis ausgerandeten Nektarschüppchen weisen eine Länge von 2 bis 4 Millimeter auf. Das längliche Fruchtblatt weist eine Länge von 5 bis 10 Millimeter auf. Der Griffel ist 0,5 bis 0,7 Millimeter lang.

## Systematik und Verbreitung
Kalanchoe scapigera ist in Angola in der Provinz Namibe an trockenen Stellen auf steinigen Böden oder zwischen und auf Felsen in Höhen von 50 bis 60 Metern verbreitet.
Die Erstbeschreibung durch James Britten wurde 1871 veröffentlicht.

## Nachweise